# Ingolf z Rosenborgu
Hrabě Ingolf z Roseborgu (* 17. února 1940, Sorgenfriský palác) je dánský hrabě a bývalý princ. Narodil se jako princ Ingolf Dánský (dánsky: Prins Ingolf Christian Frederik Knud Harald Gorm Gustav Viggo Valdemar Aage til Danmark) a zdálo se, že se jednoho dne pravděpodobně stane králem, dokud se v roce 1953 nezměnila ústava, což nově umožnilo ženám dědit korunu, přičemž jeho větev dynastie postavila za větev jeho sestřenice princezny Margrethe a jejích dvou mladších sester. Později se vzdal svého šlechtického titulu a práva na trůn, aby si mohl vzít prostou občanku.
Je vlastníkem půdy v Egeland Gods v Øster Starup Kolding.

## Rodina
Ingolf se narodil Sorgenfrijském paláci v Sorgenfri jako Jeho královská Výsost princ Ingolf Dánský. Byl to starší syn dědičného prince Knuta a jeho manželky a sestřenice, dědičné princezny Karoliny Matyldy.

## Ztráta místa v linii nástupnictví
Od smrti svého dědečka v roce 1947 stál Ingolf v pořadí následnictví trůnu pouze za svým otcem a očekávalo se, že až přijde jeho čas, stane se králem. Jeho otec princ Knut byl tehdy domnělým dědicem, kvůli nástupu Ingolfova strýce krále Frederika IX., který měl tři dcery, ale žádné syny.
V roce 1953 byla ústava Dánska pozměněna tak, aby umožňovala absolutní primogenituru. Nový zákon učinil ze třináctileté princezny Margrethe novou dědičku trůnu. Ji a její dvě sestry zákon postavil před prince Knuta a jeho rodinu. Ingolf byl tedy zařazen na páté místo v linii následnictví dánského trůnu, ale co je důležitější, nyní se umístil za Margrethe a dalšími, kteří pravděpodobně měli mít vlastní dynastické děti (což se ve skutečnosti stalo). Princezna se stala královnou Markétou II. v roce 1972 a vládla do roku 2024. Ingolfovo místo v řadě následnictví, kdyby byl stále způsobilý, by dnes nebylo vyšší než dvanácté.

## Ztráta dynastických práv
V roce 1968, nyní s malou nadějí na nástup na trůn, se Ingolf rozhodl vzdát se svého práva na následnictví trůnu tím, že se oženil, aniž by ve Státní radě obdržel královský souhlas k sňatku. O králův souhlas s manželstvím nepožádal proto, že se očekávalo, že bude odepřen, vzhledem k tomu, že jeho snoubenka byla prostá občanka bez titulu. Ačkoli Frederik IX. liberalizoval tradiční praxi tím, že umožnil, aby si příslušníci královské rodiny brali osoby, které samy nebyly královské krve, ale které měly šlechtickou krev a byly známé díky titulům (Anne Bowes-Lyon byla vnučkou hraběte a prostřednictvím svého prvního manželství se synem hraběte nese titul vikomtky; Henri de Laborde de Monpezat používal titul hraběte, ačkoli nárok jeho rodiny na šlechtickou krev byl později uznán za chybný), až v roce 1995 Markéta II. dovolila svým dětem vzít si prostého občana bez šlechtické krve. Ingolf dostal titul hrabě z Rosenborgu a oslovení Jeho Excelence, jak to bylo ve dvacátém století zvykem u dánských princů, kteří se vzdali svých dynastických práv.
Před svatbou svého syna se princ Knut snažil přesvědčit svého bratra, že Ingolfovi by mělo být umožněno, aby si po svatbě ponechal svůj královský titul. Král to však odmítl s odůvodněním, že kdyby to Ingolfovi bylo dovoleno, ostatní muži dynastie, kteří byli po sňatku degradováni na hraběte z Rosenborgu, by se mohli pokusit získat zpět svou královskou hodnost, přestože si vzali obyčejnou občanku. V roce 1968 tedy Ingolf ztratil svá práva na trůn a získal titul hraběte z Rosenborgu. O tři roky později to udělal i jeho mladší bratr Christian.
Ingolf se poprvé oženil 13. ledna 1968 v Kongens Lyngby Kirke v Kongens Lyngby v Dánsku s Inge Terneyovou (21. ledna 1938, Kodaň – 21. července 1996, Velje), dcerou železáře Georga Terneyho (1906–1977) a jeho manželky Jenny Hansenové (1908–1990). Poté, co ovdověl, se podruhé oženil se Sussie Hjorhøy-Pedersenovou (* 20. února 1950, Kodaň), dcerou Fredericka Waltera Pedersena a jeho manželky Ruth Hjorhøyové, která se tak dne 7. března 1998 v Egtvedu v Dánsku stala „Její Excelencí hraběnkou Sussie z Rosenborgu“. Nemá žádné děti. Ingolf je kmotrem svého pravnuka Leopolda Rosanese af Rosenborga, který je vnukem jeho bratra Christiana.

## Veřejná role

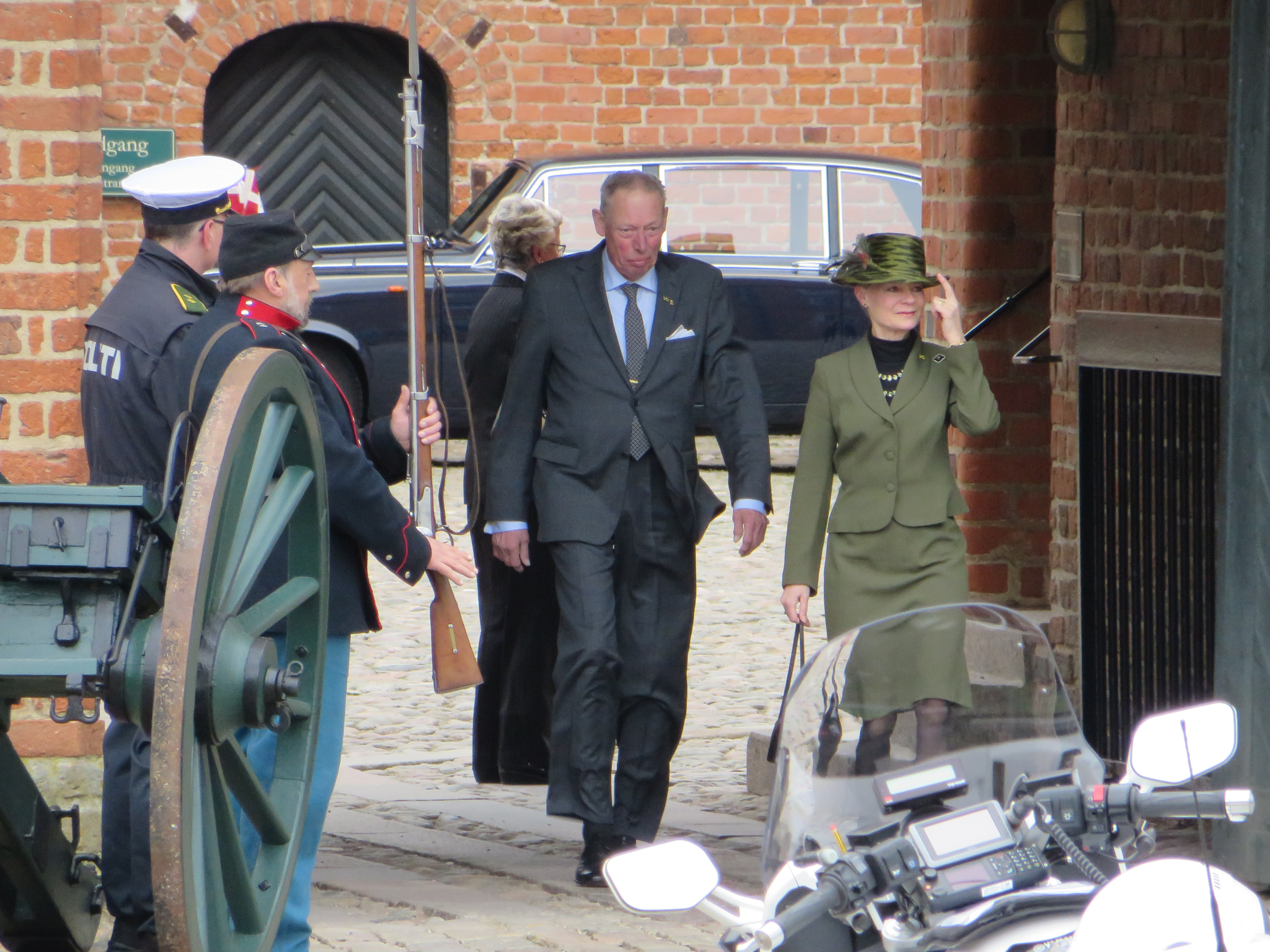
Hrabě Ingolf z Rosenborgu a hraběnka Sussie, hrad Sønderborg, 18. dubna 2014

Hrabě Ingolf se obvykle účastní významných veřejných akcí, spojených s královskou rodinou; on a hraběnka Sussie se zúčastnili svatby korunního prince Frederika v kodaňské katedrále v květnu 2004 a následného přijetí v paláci Fredensborg. Rovněž se zúčastnili vzpomínkové bohoslužby na počest jeho pratety, ruské císařovny Marie Fjodorovny, která se konala dne 22. září 2006. V některých případech jsou uvedeni jako členové královské rodiny, například když se zúčastnili svatby prince Joachima v roce 2008 a oběda k oslavě 75. narozenin prince Henrika v paláci Fredensborg dne 11. června 2009. Při jiných příležitostech, jako jsou oslavy 70. narozenin královny, jsou uvedeni spolu s nekrálovskými hosty, ale i v těchto případech při samotných obřadech mají obvykle přednost před ostatními, hned po jeho sestře princezně Alžbětě Dánské. Hrabě Ingolf a hraběnka Sussie se zúčastnili oslav královnina rubínového jubilea. V roce 1964, když byl ještě princem Ingolfem, působil jako mládenec svého třetího bratrance, Konstantina II. Řeckého, při jeho sňatku s princeznou Annou-Marií Dánskou (rovněž Ingolfovou sestřenicí).
Podle Jyllands-Posten vykonává oficiální závazky přibližně 200 dní v roce, obvykle v oblasti zemědělství a obrany, většinou v Jutsku.
Podle webové stránky dánského královského rodu dostává Ingolf roční příspěvek 1,4 milionu dánských korun. Jeho sestra, princezna Alžběta, takový příspěvek nedostává, přestože zůstala v linii následnictví. Příspěvek nedostává ani jeho bratr.

## Vývod z předků
|                     |                                                                   |  |                     |                                                         |  |  |  |  |  |  |  | Kristián IX. Dánský |
|                     |                                                                   |  |                     |                                                         |  |  |  |  |  |  |  |                     |
|                     | Frederik VIII. Dánský                                             |  |                     |                                                         |  |  |  |  |  |  |  |                     |
|                     |                                                                   |  |                     |                                                         |  |  |  |  |  |  |  |                     |
|                     |                                                                   |  |                     | Luisa Hesensko-Kasselská                                |  |  |  |  |  |  |  |                     |
|                     |                                                                   |  |                     |                                                         |  |  |  |  |  |  |  |                     |
|                     | Kristián X. Dánský                                                |  |                     |                                                         |  |  |  |  |  |  |  |                     |
|                     |                                                                   |  |                     |                                                         |  |  |  |  |  |  |  |                     |
|                     |                                                                   |  |                     | Karel XV. Švédský                                       |  |  |  |  |  |  |  |                     |
|                     |                                                                   |  |                     |                                                         |  |  |  |  |  |  |  |                     |
|                     | Luisa Švédská                                                     |  |                     |                                                         |  |  |  |  |  |  |  |                     |
|                     |                                                                   |  |                     |                                                         |  |  |  |  |  |  |  |                     |
|                     |                                                                   |  |                     | Luisa Oranžsko-Nasavská                                 |  |  |  |  |  |  |  |                     |
|                     |                                                                   |  |                     |                                                         |  |  |  |  |  |  |  |                     |
|                     | Knut Dánský                                                       |  |                     |                                                         |  |  |  |  |  |  |  |                     |
|                     |                                                                   |  |                     |                                                         |  |  |  |  |  |  |  |                     |
|                     |                                                                   |  |                     | Bedřich František II. Meklenbursko-Zvěřínský            |  |  |  |  |  |  |  |                     |
|                     |                                                                   |  |                     |                                                         |  |  |  |  |  |  |  |                     |
|                     | Bedřich František III. Meklenbursko-Zvěřínský                     |  |                     |                                                         |  |  |  |  |  |  |  |                     |
|                     |                                                                   |  |                     |                                                         |  |  |  |  |  |  |  |                     |
|                     |                                                                   |  |                     | Augusta Vilemína z Reuss-Köstritz                       |  |  |  |  |  |  |  |                     |
|                     |                                                                   |  |                     |                                                         |  |  |  |  |  |  |  |                     |
|                     | Alexandrina Meklenbursko-Zvěřínská                                |  |                     |                                                         |  |  |  |  |  |  |  |                     |
|                     |                                                                   |  |                     |                                                         |  |  |  |  |  |  |  |                     |
|                     |                                                                   |  |                     | Michail Nikolajevič Romanov                             |  |  |  |  |  |  |  |                     |
|                     |                                                                   |  |                     |                                                         |  |  |  |  |  |  |  |                     |
|                     | Anastázie Michajlovna Ruská                                       |  |                     |                                                         |  |  |  |  |  |  |  |                     |
|                     |                                                                   |  |                     |                                                         |  |  |  |  |  |  |  |                     |
|                     |                                                                   |  |                     | Cecilie Bádenská                                        |  |  |  |  |  |  |  |                     |
|                     |                                                                   |  |                     |                                                         |  |  |  |  |  |  |  |                     |
| Ingolf z Rosenborgu |                                                                   |  |                     |                                                         |  |  |  |  |  |  |  |                     |
|                     |                                                                   |  |                     |                                                         |  |  |  |  |  |  |  |                     |
|                     |                                                                   |  | Kristián IX. Dánský |                                                         |  |  |  |  |  |  |  |                     |
|                     |                                                                   |  |                     |                                                         |  |  |  |  |  |  |  |                     |
|                     | Frederik VIII. Dánský                                             |  |                     |                                                         |  |  |  |  |  |  |  |                     |
|                     |                                                                   |  |                     |                                                         |  |  |  |  |  |  |  |                     |
|                     |                                                                   |  |                     | Luisa Hesensko-Kasselská                                |  |  |  |  |  |  |  |                     |
|                     |                                                                   |  |                     |                                                         |  |  |  |  |  |  |  |                     |
|                     | Harald Dánský                                                     |  |                     |                                                         |  |  |  |  |  |  |  |                     |
|                     |                                                                   |  |                     |                                                         |  |  |  |  |  |  |  |                     |
|                     |                                                                   |  |                     | Karel XV. Švédský                                       |  |  |  |  |  |  |  |                     |
|                     |                                                                   |  |                     |                                                         |  |  |  |  |  |  |  |                     |
|                     | Luisa Švédská                                                     |  |                     |                                                         |  |  |  |  |  |  |  |                     |
|                     |                                                                   |  |                     |                                                         |  |  |  |  |  |  |  |                     |
|                     |                                                                   |  |                     | Luisa Oranžsko-Nasavská                                 |  |  |  |  |  |  |  |                     |
|                     |                                                                   |  |                     |                                                         |  |  |  |  |  |  |  |                     |
|                     | Karolina Matylda Dánská                                           |  |                     |                                                         |  |  |  |  |  |  |  |                     |
|                     |                                                                   |  |                     |                                                         |  |  |  |  |  |  |  |                     |
|                     |                                                                   |  |                     | Fridrich Šlesvicko-Holštýnsko-Sonderbursko-Glücksburský |  |  |  |  |  |  |  |                     |
|                     |                                                                   |  |                     |                                                         |  |  |  |  |  |  |  |                     |
|                     | Fridrich Ferdinand Šlesvisko-Holštýnský                           |  |                     |                                                         |  |  |  |  |  |  |  |                     |
|                     |                                                                   |  |                     |                                                         |  |  |  |  |  |  |  |                     |
|                     |                                                                   |  |                     | Adléta ze Schaumburg-Lippe                              |  |  |  |  |  |  |  |                     |
|                     |                                                                   |  |                     |                                                         |  |  |  |  |  |  |  |                     |
|                     | Helena Adléta Šlesvicko-Holštýnsko-Sonderbursko-Glücksburská      |  |                     |                                                         |  |  |  |  |  |  |  |                     |
|                     |                                                                   |  |                     |                                                         |  |  |  |  |  |  |  |                     |
|                     |                                                                   |  |                     | Fridrich VIII. Šlesvicko-Holštýnský                     |  |  |  |  |  |  |  |                     |
|                     |                                                                   |  |                     |                                                         |  |  |  |  |  |  |  |                     |
|                     | Karolína Matylda Šlesvicko-Holštýnsko-Sonderbursko-Augustenburská |  |                     |                                                         |  |  |  |  |  |  |  |                     |
|                     |                                                                   |  |                     |                                                         |  |  |  |  |  |  |  |                     |
|                     |                                                                   |  |                     | Adléta z Hohenlohe-Langenburgu                          |  |  |  |  |  |  |  |                     |
|                     |                                                                   |  |                     |                                                         |  |  |  |  |  |  |  |                     |